# Endtroducing.....
Endtroducing….. це дебютний студійний альбом американського музичного продюсера DJ Shadow, випущений 16 вересня 1996 року лейблом Mo' Wax. Це інструментальний хіп-хоп твір, що майже повністю складається з семплів з вінілових платівок. DJ Shadow продюсував Endtroducing протягом двох років, використовуючи семплер Akai MPC60 та мало іншого обладнання. Він редагував і накладав семпли, щоб створити нові треки різного настрою і темпу.
У Великій Британії, де DJ Shadow вже зарекомендував себе як висхідний артист, Endtroducing отримав схвальні відгуки музичних журналістів під час релізу і потрапив до топ-20 UK Albums Chart. Британська асоціація виробників фонограм визнала його золотим. Mo' Wax випустив чотири сингли з альбому, серед яких хіти чартів «Midnight in a Perfect World» та «Stem». Значно більше часу знадобилося Endtroducing, щоб досягти успіху в Сполучених Штатах. Після просування альбому та повернення до рідного міста Девіса, Каліфорнія, DJ Shadow присвятив свій час створенню нової музики. У цей період інтерес до Endtroducing почав зростати серед американської музичної преси, і він досяг піку, посівши 37 місце в американському чарті Billboard Heatseekers Albums.
Endtroducing посідав високі місця в різних списках найкращих альбомів 1996 року і був визнаний критиками одним з найкращих альбомів 1990-х років. Він вважається знаковим записом в інструментальному хіп-хопі, а техніка семплування та аранжування DJ Shadow залишила по собі тривалий вплив. У 2020 році журнал Rolling Stone поставив Endtroducing на 329 місце у списку 500 найкращих альбомів усіх часів.

## Передумови

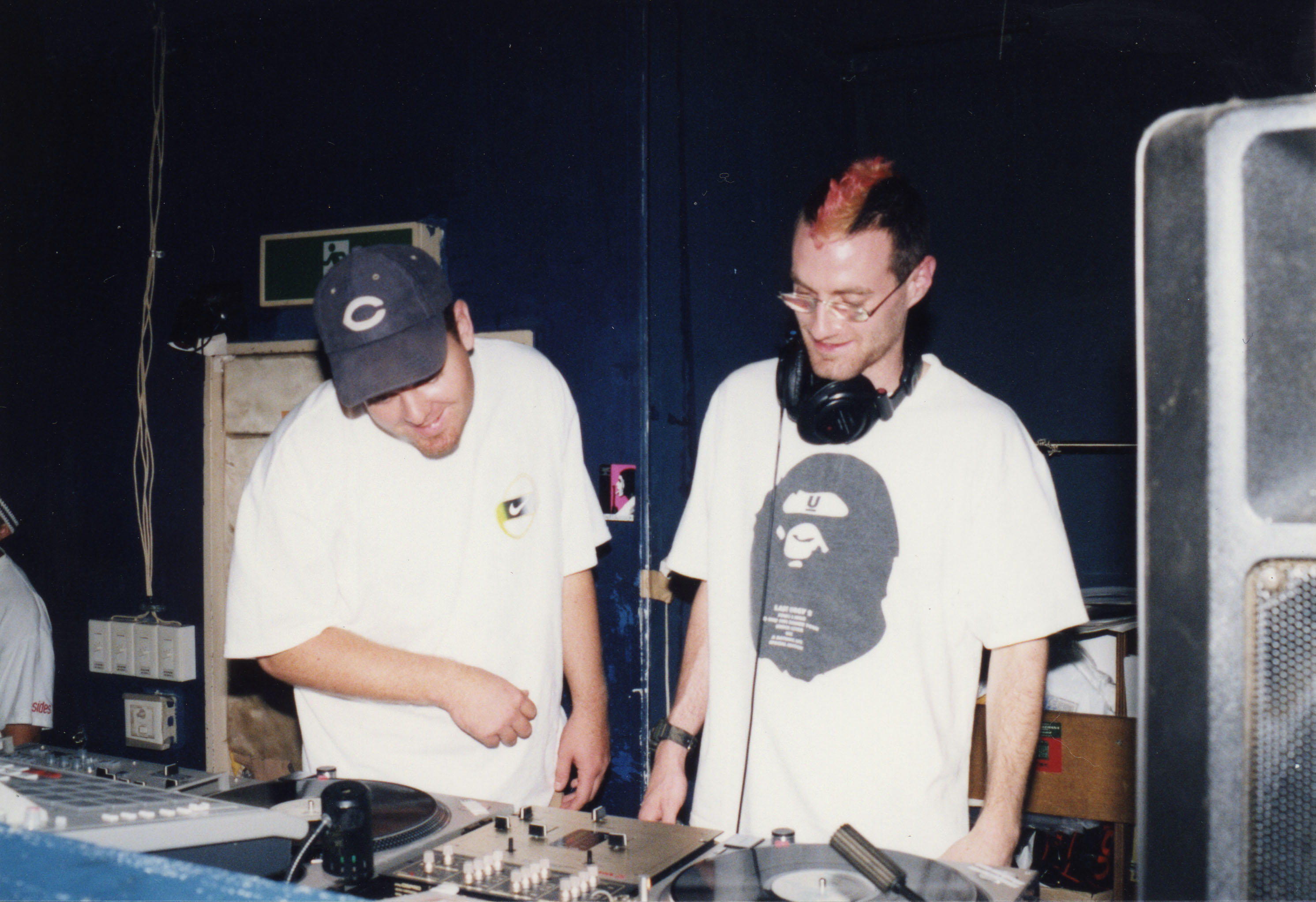
DJ Shadow (зліва) з головою лейблу Mo' Wax label head Джеймсом Лавелем у 1997 році

Будучи старшокласником, DJ Shadow експериментував зі створенням музики з семплів за допомогою 4-доріжкового магнітофона, натхненний музикою на основі семплів, такою як It Takes a Nation of Millions to Hold Us Back (1988) хіп-хоп гурту Public Enemy. Він почав свою музичну кар'єру в 1989 році як диск-жокей на радіостанції Каліфорнійського університету в Девісі, KDVS. Його робота на KDVS вразила A&R-представника Дейва «Funken» Кляйна, який підписав його на лейбл Hollywood Basic для продюсування музики та реміксів. Продукція DJ Shadow для Hollywood Basic, включаючи сингл 1993 року «Entropy» та роботу з командою SoleSides, привернула увагу англійського музиканта Джеймса Лавеля, який підписав DJ Shadow на свій лейбл Mo' Wax.
Перші два сингли DJ Shadow для Mo' Wax, «In/Flux» (1993) та «Lost and Found (S.F.L.)» (1994), використовували семпли з «використаних» вінілових платівок, поєднуючи елементи хіп-хопу, фанку, соулу, джазу, року та ембієнту. Сингли були схвалені британською музичною пресою, і незабаром DJ Shadow та інші артисти Mo' Wax стали розглядатися як провідні практики нового жанру, який преса назвала «трип-хоп» — назву придумав журналіст Mixmag Енді Пембертон у червні 1994 року, щоб описати «In/Flux» та подібні треки, які грали в лондонських клубах. Влітку 1994 року DJ Shadow почав продюсувати свій перший альбом. Він завершив близько половини платівки, але Mo' Wax вирішив замість цього випустити готову музику як сингл — «What Does Your Soul Look Like» — наступного року. В результаті DJ Shadow почав роботу над своїм дебютним альбомом заново. Він мав намір передати той самий настрій, що і в трьох синглах Mo' Wax, і вибрав для альбому назву Endtroducing….., оскільки «це означало четверту і останню главу в серії творів, які я робив для Mo' Wax з певним звучанням, певним тоном, певною атмосферою».

## Композиції
DJ Shadow описує свої альбоми як «дійсно різноманітні», і сказав про Endtroducing: «Я відчуваю, що „Organ Donor“ звучить зовсім не так, як „The Number Song“, яка звучить зовсім не так, як „Midnight“, і так далі, і так далі». Він сказав, що часто перебував у депресії під час виробництва альбому, і що його «почуття невпевненості в собі і самооцінці проступають в музиці».
Endtroducing відкривається «Best Foot Forward», звуковим колажем зі скретчів платівок і хіп-хоп вокальних семплів. «Building Steam with a Grain of Salt» побудована навколо закільцьованої фортепіанної лінії, запозиченої з пісні Джеремі Сторча «I Feel a New Shadow», з різними іншими музичними елементами, що з'являються протягом треку, включаючи семпли інтерв'ю з барабанщиком Джорджем Маршем, жіночий хор, басові партії, електронно змінені удари барабанів і фанк-гітару. «The Number Song» використовує численні барабанні брейки і вокальні семпли зворотних відліків. «Changeling» відхиляється від попередніх аптемпо-треків, включаючи нью-ейдж звучання і поступово вибудовуючись до «піднесено-космічної» коди. Вона переходить у першу з трьох «передавальних» інтерлюдій, розміщених по всьому альбому, кожна з яких містить семпл з фільму Джона Карпентера Принц темряви 1987 року. «What Does Your Soul Look Like (Part 4)» накладає безсловесні співи на закільцьований басовий грув, створюючи те, що Марк Річардсон з Paste описує як «неспокійний» техно-саундскейп. Шостий трек — це інтерлюдія без назви, в якій чоловік читає монолог про жінку та її сестер під фанкову підкладку.
Композиція «Stem/Long Stem», що складається з двох частин, розпочинає другу половину Endtroducing. Джон Буш з AllMusic назвав трек «сюїтою часто меланхолійної музики, твором, який послідовно відмовляється бути вписаним у будь-який музичний стиль». Перша частина, «Stem», налаштовує струнні на повторювану послідовність хаотичних барабанних ударів, перш ніж поступитися місцем більш ефірній «Long Stem», за якою слідує «Transmission 2». «Mutual Slump» має «мрійливий» жіночий розмовний вокал і видатні зразки пісні «Possibly Maybe» від Б'єрк. У розрідженій «Organ Donor» поєднуються органні соло і барабанний брейк. «Why Hip Hop Sucks in '96» — коротка інтермедія з повторюваним бітом у стилі джі-фанк, поверх якого голос вигукує «It's the money». DJ Shadow написав трек, щоб висловити своє незадоволення станом комерційної хіп-хоп музики в середині 1990-х.
«Midnight in a Perfect World» поєднує проникливу вокальну лінію з повільним барабанним бітом. У ній використано семпли бас-гітари з «The Madness Subsides» Пекки Похьоли, а також елементи фортепіанної композиції Девіда Аксельрода «The Human Abstract». «Napalm Brain/Scatter Brain» розвивається повільно, починаючи з бас-гітари і барабанної петлі, а потім поступово збільшуючи темп, коли до міксу долучається додатковий інструментарій. Трек врешті-решт досягає кульмінації і деконструюється, залишаючи один струнний семпл, що грає до його завершення. Endtroducing завершується «на мажорній ноті» «What Does Your Soul Look Like (Part 1 — Blue Sky Revisit)», який закріплений теплими саксофонними і клавішними гуками. Третя і остання «transmission» закриває альбом зі словами «It is happening again» («Це відбувається знову»), запозиченими з телевізійного серіалу Девіда Лінча «Твін Пікс».

## Реліз
Endtroducing був випущений лейблом Mo' Wax 16 вересня 1996 року у Великій Британії. У Сполучених Штатах він був випущений лейблами Mo' Wax та FFRR Records 19 листопада 1996 року. DJ Shadow просував альбом за допомогою різних інтерв'ю та виступів у пресі. Платівка провела три тижні в UK Albums Chart, посівши 17 місце, і була сертифікована Британською асоціацією виробників фонограм як «золота» у 1998 році. Вона також посіла 75 місце в чарті Нідерландів. «Midnight in a Perfect World» була раніше видана як перший сингл альбому 2 вересня 1996 року, а згодом була випущена на американських радіостанціях коледжів і сучасних рок-радіостанціях у січні 1997 року. Вона досягла піку на 54 місці в UK singles chart, а її відеокліп, знятий B Plus, отримав багато ефірів у програмі електронної музики Amp на MTV. «Stem» був випущений як другий сингл альбому 28 жовтня 1996 року, досягнувши 74 місця у Великій Британії та 14 місця в Ірландії. «What Does Your Soul Look Like (Part 1)» вийшов 12 січня 1998 року, посівши 54 місце в чартах Великої Британії. Четвертий і останній сингл — подвійний реліз з реміксом продюсера Cut Chemist на пісню «The Number Song» і реміксом Shadow на пісню синті-поп гурту Depeche Mode «Painkiller» — був випущений 23 лютого 1998 року.
Описуючи час, витрачений на просування Endtroducing, як «якусь дивну поїздку на американських гірках», DJ Shadow був шокований відсутністю реакції після повернення до рідного міста Девіс, порівняно з увагою, яку він отримав на британській музичній сцені. Він відчував, що ним маніпулювали преса та його лейбл, і «перейшов від гніву до депресії» через відчуття відсутності контролю над своїм життям. DJ Shadow був змушений створювати нові треки, такі як «High Noon», як вихід для вираження своїх бурхливих почуттів того періоду. Після цього періоду інтерес до його творчості зріс у США; газети публікували статті про Endtroducing, і DJ Shadow отримував по кілька телефонних дзвінків на день, чого було достатньо, щоб переконати його найняти менеджера. Врешті-решт Endtroducing увійшов до чарту Billboard Heatseekers Albums і посів 37 місце у списку у квітні 1997 року.

## Відгуки критиків
Endtroducing отримав схвальні відгуки критиків. Alternative Press назвав альбом «незаперечним хіп-хоп шедевром», який демонструє, що «DJ Shadow пам'ятає, що семплінг — це мистецтво», а рецензент Q Мартін Астон описав його як «кінематографічно широкий спектр, настільки вправно нашарований, що аргумент про те, що семплінг — це крадіжка, відпадає сам по собі». Девід Беннун з The Guardian назвав цей альбом «не тільки одним з найсміливіших і найоригінальніших альбомів останнього часу, але й одним з найпрекрасніших», а в Melody Maker він написав: «Я, зізнаюся, абсолютно збентежений цим альбомом. Я чую багато хороших записів, але дуже мало неможливих… Вам потрібен цей запис. Без нього ви неповноцінні.» Роберт Крістгау прокоментував у Playboy, що Endtroducing складається «не стільки з пісень, скільки з композицій», а також стверджував, що хоча слухачі, незнайомі з музичним стилем альбому, не знайдуть його треки настільки потужними, «вони настільки багаті та еклектичні, і розкручені з таким відчуттям потоку, що цей альбом створює таку переконливу звукову реальність, про яку інші британські техно-експериментатори можуть тільки фантазувати.» Автор і рок-критик Грейл Маркус написав блискучу рецензію на альбом в Artforum, де назвав його «абсолютно сучасним — тобто ембієнтно-мрійливим і техно-абстрактним» і «досить блискучим у всьому».
Критик Entertainment Weekly Джон Відерхорн порівняв Endtroducing з «сюрреалістичним саундтреком до фільму, в якому джаз, класика та фрагменти джанглу майстерно поєднані з трюками на вертушці та уривками діалогів» і сказав, що він «переносить хіп-хоп у наступний вимір». Тоні Грін з JazzTimes похвалив «безпомилковий слух DJ Shadow на мотиви та текстури», а Саймон Вільямс з NME назвав його «водночас хитромудрим і геніально-наївним, який поєднує в собі драматичне та шалене, що призводить до його власної солодкої розв'язки»." Сіа Мішель зі Spin сказала, що альбом «практично занурює вас у свою симфонічну фантазію, історію дорослішання 24-річного мрійника на двоярусному ліжку». Журналіст Rolling Stone Джейсон Файн виявив, що хоча Endtroducing час від часу впадає у менш цікаву «похмуру атмосферу», «навіть у найспокійніші моменти альбому його рятує вірність Shadow жорстким бітам хіп-хопу».
Endtroducing з'явився у списках найкращих альбомів 1996 року за версією численних видань. Альбом очолив підсумкові списки Muzik та OOR, і посів друге місце у Melody Maker. Він посів четверте місце в опитуванні критиків The Village Voice у жанрі Pazz & Jop за 1996 рік. Роберт Крістгау, автор опитування, назвав Endtroducing найкращим альбомом року. Альбом також увійшов до десятки найкращих списків за підсумками року за версією The Face, Los Angeles Times, Mojo, NME, та Vox.

## Вплив
Endtroducing з'явився у списках найкращих альбомів критиків. Такі видання, як Pitchfork, Q, Rolling Stone, Slant Magazine, та Spin включили його до своїх списків найкращих альбомів 1990-х років. Роберт Крістгау назвав його серед своїх 10 улюблених альбомів десятиліття. NPR включили Endtroducing до списку 300 найважливіших американських записів XX століття, а журнал Time у 2006 році назвав його одним із «100 альбомів усіх часів». Він також увійшов до книги 1001 альбом, які ви повинні почути, перш ніж померти. 2020 року Rolling Stone поставив Endtroducing на 329 місце у списку 500 найкращих альбомів усіх часів.
Книга рекордів Гіннеса назвала Endtroducing першим альбомом, створеним повністю з семплів. Редактор AllMusic Стівен Томас Ерлвайн назвав його «не тільки великим проривом для хіп-хопу та електроніки, але й для попмузики». Він став рушійною силою у розвитку інструментальної хіп-хоп музики, надихнувши численних ді-джеїв та продюсерів на створення робіт, заснованих на семплах. Тім Стеллох з PopMatters назвав його «еталоном» жанру. Вілл Гермес у Spin назвав Endtroducing «найвищим досягненням трип-хопу», а Джефф Вайс з Los Angeles Times написав, що він визначив американський трип-хоп. Музичний журналіст Трей Зенкер описав його як «шедевр пландерфоніки» в есе для Tidal, а Терк Дітріх з американського дуету експериментальної музики Belong сказав, що це майже неперевершений шедевр семплоделії. Endtroducing надихнув британський рок-гурт Radiohead відредагувати та зациклити барабани в альбомі OK Computer 1997 року. Декілька артистів, які використовували семпли Endtroducing, включаючи Девіда Аксельрода та британський рок-гурт Nirvana, високо оцінили альбом. DJ Shadow висловив здивування з приводу популярності альбому: «Після запису я завжди стикався з продюсерами світового класу, які говорили: 'Так, Endtroducing — який чудовий продюсерський твір'. Я зробив його на одному семплері у крихітній студії».
Енді Батталья з The A.V. Club припустив, що вплив Endtroducing міг негативно вплинути на сам альбом, сказавши, що він «був частково розбавлений симфонічною культурою біт-колажу, яку він допоміг породити». Визнання поклало великі надії на майбутні релізи DJ Shadow, і він висловив своє незадоволення тим, що від нього очікують «повторення Endtroducing знову і знову». Тим не менш, DJ Shadow уточнив, що розглядає альбом у позитивному світлі: «Люди завжди припускають, що існує цей тиск, і що Endtroducing — це якийсь 'альбатрос', а я, чесно кажучи, ніколи не відчував себе таким чином. Я думаю, що маю досить здорову повагу до історії музики і до того, як рідко можна знайти спільну мову з аудиторією. Якщо це завжди буде 'платівкою', то так тому і бути, це круто.» До 26 квітня 2005 року Endtroducing було продано більше 290 000 копій тільки у США.

### Перевидання
Делюкс-видання Endtroducing вийшло 6 червня 2005 року. Воно включає другий диск, Excessive Ephemera, до якого увійшли альтернативні дублі, демо, бі-сайти, ремікси і концертний трек, а також нові фотографії обкладинки і замітки про створення альбому. Друге делюкс-видання, присвячене 20-річчю альбому, Endtrospective edition, вийшло 28 жовтня 2016 року, до нього увійшли Excessive Ephemera, альбом реміксів Endtroducing… Re-Emagined, а також додаткові фотографії та нотатки на обкладинці. Ювілейне 25-те перевидання вийшло 24 вересня 2021 року. Перевидання було ремастеринговано на половинній швидкості в Abbey Road Studios з оригінального DAT-запису DJ Shadow.

## Трек-лист
| #     | Назва                                                                          | Автор                                                 | Тривалість |
| ----- | ------------------------------------------------------------------------------ | ----------------------------------------------------- | ---------- |
| 1.    | «Best Foot Forward»                                                            | Джош Девіс                                            | 0:49       |
| 2.    | «Building Steam with a Grain of Salt»                                          | Девіс Джеремі Сторч                                   | 6:40       |
| 3.    | «The Number Song»                                                              | Девіс                                                 | 4:40       |
| 4.    | «Changeling" / «Transmission 1»                                                | Девіс Пітер Бауманн Крістофер Франке Едгар Фрозе      | 7:51       |
| 5.    | «What Does Your Soul Look Like (Part 4)»                                       | Девіс Рей Сміт                                        | 5:08       |
| 6.    | Untitled                                                                       | Девіс                                                 | 0:24       |
| 7.    | «Stem/Long Stem» / «Transmission 2»                                            | Девіс Патрік Кемпбелл-Лайонс Алекс Спіропулос         | 9:21       |
| 8.    | «Mutual Slump»                                                                 | Девіс Б'єрк Квюдмюндсдоуттір Маріус де Фріс Пол Гупер | 4:02       |
| 9.    | «Organ Donor»                                                                  | Девіс                                                 | 1:57       |
| 10.   | «Why Hip Hop Sucks in '96»                                                     | Девіс                                                 | 0:43       |
| 11.   | «Midnight in a Perfect World»                                                  | Девіс Baraka Пекка Похйола                            | 4:57       |
| 12.   | «Napalm Brain/Scatter Brain»                                                   | Девіс                                                 | 9:23       |
| 13.   | «What Does Your Soul Look Like (Part 1 — Blue Sky Revisit)» / "Transmission 3» | Девіс Джиммі Хіт Шон Філліпс                          | 7:28       |
| 63:23 |                                                                                |                                                       |            |

Семпли зазначені у примітках до альбому
- «Building Steam with a Grain of Salt» містить семпл з «I Feel a New Shadow», написаної і виконаної by Джеремі Сторчем.
- «The Number Song» містить семпл з «Orion», виконаної гуртом Metallica.
- «Changeling» / «Transmission 1» містить семпли з «Invisible Limits», написаної Пітером Бауманном, Крістофером Франке, Едгаром Фрозе і виконаної гуртом Tangerine Dream.
- «What Does Your Soul Look Like (Part 4)» містить семпли з «The Vision», написаної Реєм Смітом і виконаної Flying Island.
- «Stem/Long Stem» / «Transmission 2» містить семпли з «Love Suite», написаної Патріком Кемпбелл-Лайонсом, Алексом Спіропулосом і виконаної британським гуртом Nirvana.
- «Mutual Slump» містить семпли з «Possibly Maybe», написаної Б'єрк Квюдмюндсдоуттір, Маріусом де Фрісом, Полом Гупером і виконаної Б'єрк.
- «Midnight in a Perfect World» містить семпли з «Sower of Seeds», написаної і виконаної Baraka; і «The Madness Subsides», написаної і виконаної Пеккою Похйола.
- «What Does Your Soul Look Like (Part 1 — Blue Sky Revisit)» / «Transmission 3» містить семпли з «The Voice of the Saxophone», написаної Джиммі Хітом і виконаної Heath Brothers; і «All Our Love», написаної і виконаної Шоном Філліпсом.

## Персоналії
Продакшн
- DJ Shadow — продюсування, звукорежисер, зведення
- Dan the Automator — асистент звукорежисера

Дизайн
- B Plus — фото
- Барні Бенкхед — фото
- Вілл Бенкхед — фото, дизайн рукава платівки
- Бен Друрі — дизайн рукава платівки

## Чарти
| Чарт (1996—2019)                             | Peak position |
| -------------------------------------------- | ------------- |
| Belgian Mid Price Albums (Ultratop Flanders) | 29            |
| Нідерланди Dutch Albums (MegaCharts)         | 75            |
| European Top 100 Albums (Music & Media)      | 54            |
| Шотландія Scottish Albums (OCC)              | 27            |
| Велика Британія UK Albums (OCC)              | 17            |
| UK Dance Albums (OCC)                        | 1             |
| UK Independent Albums (OCC)                  | 3             |
| Велика Британія UK R&B Albums (OCC)          | 6             |
| США Top Heatseekers Albums (Billboard)       | 37            |

## Сертифікації
| Регіон | Сертифікація | Продажі |
| --- | ------------ | ------- |
| Канада (Music Canada)                                                                                            | Золотий      | 50 000^ |
| Велика Британія (BPI)                                                                                            | Платиновий   | 300 000 |
| ^відвантаження, що базуються лише на сертифікаціях · продажі+прослуховування, що базуються лише на сертифікаціях |              |         |